# リオのカーニバル

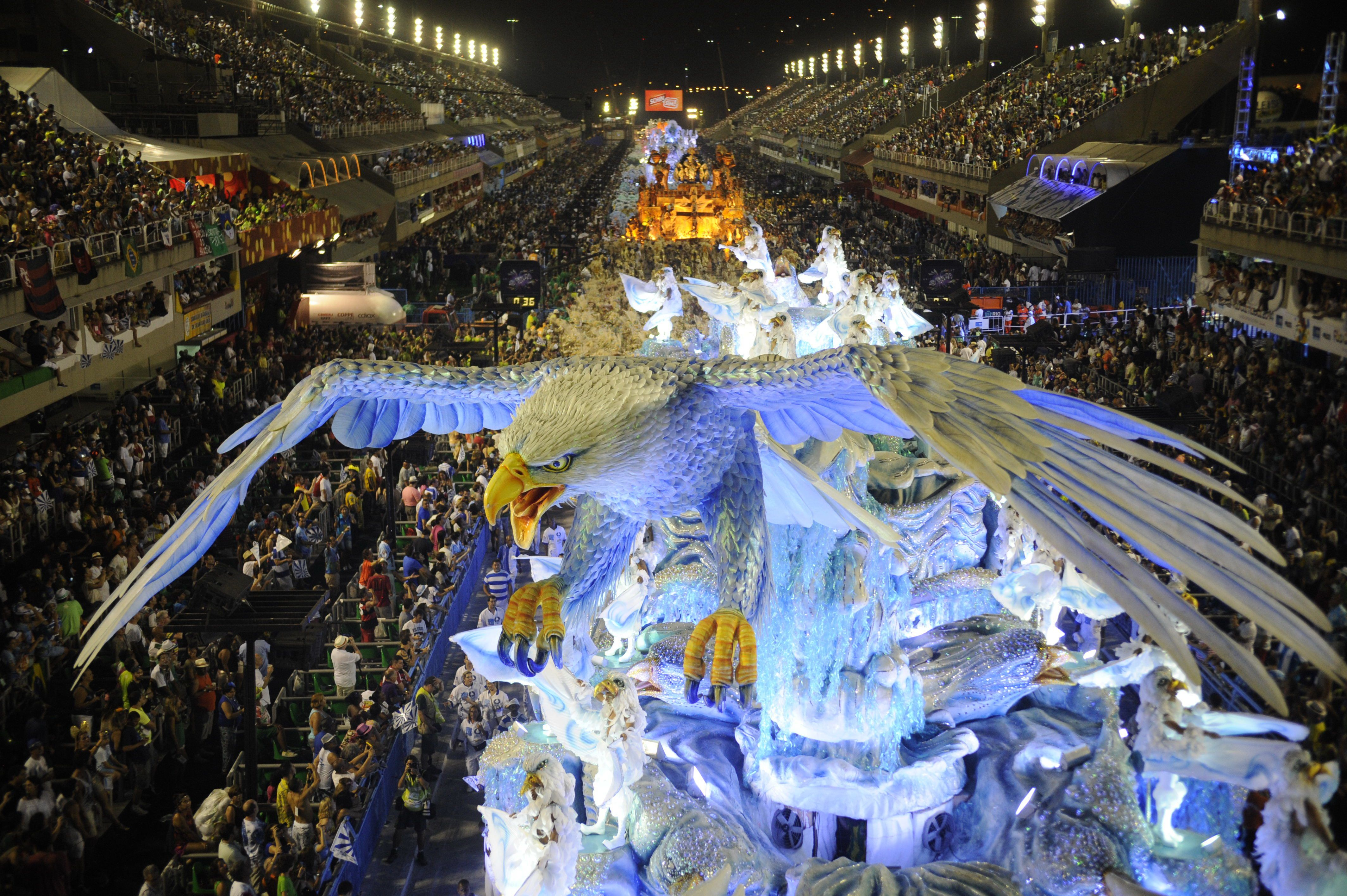
リオのカーニバルで行進するサンバ学校・モシダージ。

リオデジャネイロのカーニバル（ポルトガル語: Carnaval do Rio de Janeiro）、あるいは、リオのカーニバル（ポルトガル語: Carnaval do Rio）と呼ばれる、ブラジル・リオデジャネイロのカーニバル（謝肉祭）。
厳粛な雰囲気の四旬節の期間に入る前に行われる祝祭であり、世界最大の見世物のひとつと見なされている。その歴史は、1723年にまで遡る。

## 解説

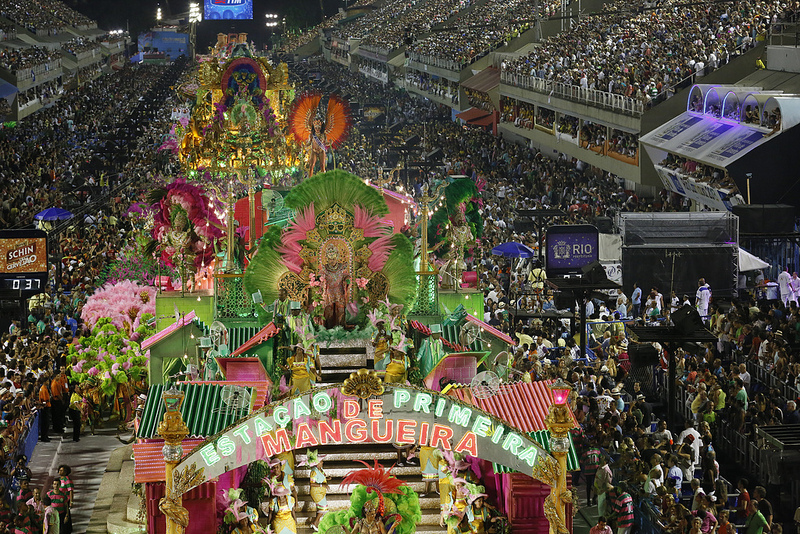
サンボードロモでの、サンバ学校のパレード、2013年。

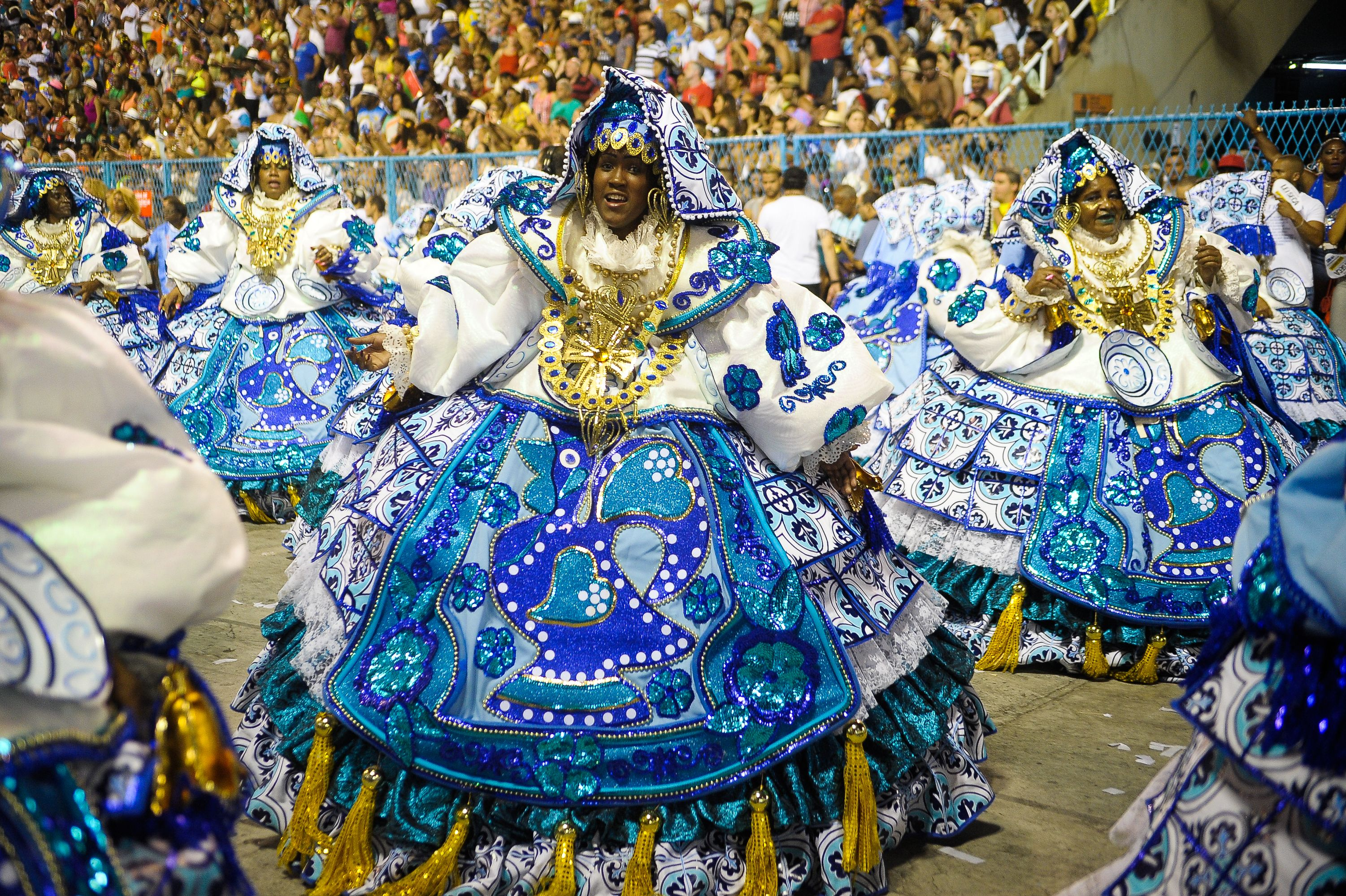
カーニバルの踊り手たち、2016年。

音楽とダンスは、リオのカーニバルのあらゆる場面に結び付いている。最も有名なダンスは、かつて奴隷たちが海を越えてアフリカからもたらした、サンバである。サンバは、アフリカ系奴隷たちによって、ブラジルの街頭の音楽であるショーロなどを混ぜ合わせて生み出された。
サンバは、カーニバルのダンスとして人気が高いだけでなく、主な都市の外縁部に広がる貧しい集落でたいへんな人気がある。こうした集落は、西洋文化の影響などから離れて、アフリカ由来であるサンバの歴史的な側面を活かし続けているのである。サンバ以外にも、ルンドゥ、ポルカ、マシシなどのダンスが、カーニバルで踊られる。
リオのカーニバルの主要なダンスであるサンバは、もちろん音楽なしに踊られるわけではない。音楽もまた、カーニバルの全ての場面で重要な要素となっている。
インターネット上のサイト「Samba City」が述べるように、「サンバ・カーニバルの楽器は、ブラジルにとって、リオデジャネイロのカーニバルにとって重要な要素であり、思わず体を動かしたくなるビートとリズムを奏でて、色鮮やかなダンス革命幻想の祭典へと、観衆をはじけさせる」。
リオで聴かれるサンバは、バトゥカーダという、主に打楽器演奏を基盤にしたダンスと音楽である。この音楽は、「歌いながら、踊りながら、パレードすることを可能にするようなリズムが必要とされて、誕生したものである」。このため、リオの街頭でのカーニバルのほとんどにおいて、このバトゥカーダのスタイルが広く取り入れられているのである。パレードは賞金付きコンテスト形式になっており審査が行われる。観客席が設けられ、日本円で2,000円から一部屋食事つきの1000万円まであり、約6万人のダンサーを約150万人の観客が見る。

## カーニバルの楽器
サンバが現在のような打楽器中心のスタイルになる前には、サンバはおもにフルートと弦楽器で演奏されており、打楽器は下品なものと見なされていた。変化が起こったのは1930年代で、これ以降、打楽器が導入されるようになった。ドラムや他の打楽器から編成されるアンサンブルの指揮者は、アピートと呼ばれるサンバホイッスルで指示を出して音楽をコントロールする。アピートには3種類の音を出せるが、音量は極端に大きくはないので、指揮者たちの中には、より大きな音が出るレフェリー用のホイッスルを好んで使う者も多い。
打楽器のアンサンブルには、スルド、スネアドラム、ヘピニキ、タンボリンなど様々なドラムが含まれている。スルドは、皮が広く胴も大きな、基礎となる低音のドラムである。「カイシャ (caixa)」と呼ばれるスネアドラムの一種は、ドラムの皮の下に張られたバネによって特徴ある音を出す。ヘピニキは、カイシャに似ているが、バネは張られていないので、スネアのような音はしない。タンボリンはスネアに似た音を出すが、実際には小さな円筒の胴に皮をきつく張っただけのものである。
パレードとダンス・パーティー、さらに街頭のカーニバルが結び付いたリオのカーニバルは、「地上最大のショー」とも言われている。『リオデジャネイロ・ハンドブック』が記しているように、「リオのカーニバルは、おそらく世界で一番有名なパーティーであろう。」